# Świątynia Portunusa
Świątynia Portunusa, dawniej błędnie identyfikowana jako Świątynia Fortuny Virilis – jedna z najlepiej zachowanych świątyń rzymskich, znajdująca się na Forum Boarium nad brzegiem Tybru w Rzymie.
Datowana na ok. 80–50 p.n.e. świątynia poświęcona była Portunusowi, bóstwu opiekującemu się portami. Architektura świątyni, utrzymanej w porządku jońskim, stanowi fuzję wpływów greckich i etruskich. Nadano jej formę tetrastylosu i pseudoperypterosu o wymiarach 9,2×17,76 m, posadowionego na podium o wysokości 2,58 m. Do budowy użyto tufu i trawertynu. Ściany oryginalnie pokryte były stiukiem.
W roku 872 świątynia została zaadaptowana na kościół katolicki pod wezwaniem św. Marii Egipcjanki (Santa Maria Egiziaca).